# 31-ша гвардійська повітрянодесантна дивізія (СРСР)
31-ша гвардійська повітрянодесантна дивізія (31 гв. ПДД) — з'єднання повітрянодесантних військ Радянської армії, яке існувало у 1948—1959 роках. Створене 1 жовтня 1948 року на основі 356-го гвардійського парашутного полку в місті Новоград-Волинський, Житомирська область. Початково частина 39-го гвардійського повітрянодесантного корпусу, вона була прямо підпорядкована радянському штабу повітрянодесантних військ після того як корпус було розформовано в 1955 році. Єдиною битвою дивізії була операція «Вихор» — придушення угорської революції 1956 року.
Дивізія була розформована в 1959 році.

## Історія
Створено 1 жовтня 1948 року на основі 356-го гвардійського парашутного полку в місті Новоград-Волинський, Житомирська область.
В 1949 році розформовано окрему роту посадкової безпеки.
381-й гвардійський повітрянодесантний полк був пізніше перетворений на 381-й гвардійський парашутний полк (точна дата невідома).
Реорганізація від 15 листопада 1953 року:
- окрему роту зв'язку переформовано на 000 окремий гвардійський батальйон зв'язку
- окрема санітарно-медична рота переформована на 0000 окремий санітарно-медичний батальйон
- розформовано окремий гвардійський протитанковий артилерійський дивізіон
- розформовано 00 окрему гвардійську розвідувальну роту

Реорганізація від 30 квітня 1955 року:
- створено 152-й окремий батальйон винищувачів танків
- 000 окремий гвардійський самохідний артилерійський дивізіон переформовано на 95-й окремий гвардійський самохідний артилерійський дивізіон
- 109-й гвардійський парашутний полк було поєднано з полком зі складу розформованої 100-ї гвардійської повітрянодесантної дивізії.

Розформована в 1959 році.

## Структура
Протягом історії з'єднання його структура та склад неодноразово змінювались.

### 1948
- 115-й гвардійський парашутний полк (Новоград-Волинський, Житомирська область)
- 381-й гвардійський повітрянопосадковий полк (Новоград-Волинський, Житомирська область)
- 1295-й гвардійський артилерійський полк (Новоград-Волинський, Житомирська область)
- 95-й окремий самохідний артилерійський дивізіон
- 764-й окремий протитанковий артилерійський дивізіон
- 152-й окремий протитанковий артилерійський дивізіон
- 00 окремий гвардійський розвідувальний батальйон
- 716-та окрема гвардійська рота зв'язку
- 157-й окремий гвардійський інженерний батальйон
- 000 окремий моторизований батальйон постачання
- 00 окрема рота повітрянопосадкової безпеки
- 000 окрема санітарно-медична рота
- 000 окремий навчальний батальйон

## Зовнішні посилання
- 31st Guards Airborne Division [Архівовано 14 серпня 2017 у Wayback Machine.] (англ.)